# Livre (unité)
Pour les articles homonymes, voir Livre et lb.

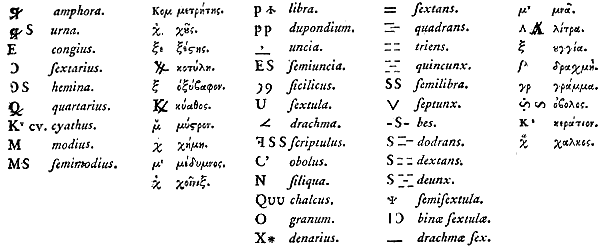
illustration

La livre est une unité de masse, divisée en onces, tombée en désuétude dans de nombreux pays depuis l’adoption du système métrique par ceux-ci. La livre couramment utilisée de nos jours est soit la livre anglaise, qui vaut exactement 453,592 37 g, soit la livre métrique, d'un demi-kilogramme (exactement 500 grammes).

## Unité romaine
La livre romaine (libra) valait 324 g, et était divisée en 12 onces de 27 g. Outre 12 onces, la livre pouvait se diviser en 24 demi-onces ou bien 36 duelles, 48 siciliques, 72 sextules, 96 drachmes, 288 scrupules, 576 oboles, 6 912 grains. Il importe de remarquer que dans les rapports des poids d'Athènes, de Rome et de France, les onces sont différentes, quoiqu'elles aient les mêmes divisions-poids, à savoir : l'once romaine en huit drachmes, la drachme en trois scrupules, le scrupule en vingt-quatre grains.
Une autre unité romaine, la mine (mina) valait 432 g et était divisée en 16 onces (quatre tiers d’une livre romaine).

## Unité de l'Empire carolingien
Toutes les réformes des poids du Moyen Âge trouvent leur origine dans les principaux ateliers monétaires ou hôtels des monnaies, lesquels suivent, par décrets ou lois, les règles déterminant la taille des nouvelles monnaies. C'est dans la suite que les nouveaux poids des Hôtels des Monnaies deviennent d'usage en même temps que les poids préexistants. Ces grandes réformes ont été au nombre de deux. La première, celle de Charlemagne, entre 781 et 794, eut pour but l'unification générale de la monnaie, des poids et des mesures. La seconde, commencée vers la fin du XIe siècle eut un but différent, celui d'établir le prix, ou mieux, la quantité d'argent fin contenue dans chaque espèce courante et en même temps le poids spécifique de tous les marcs en usage, qui, à cet effet, furent, pour la première fois, appelés par leur nom d'origine. 
C'est pour cette raison que parmi les différents poids en usage à cette époque nous retrouvons aussi le poids de Charlemagne (caroli pondus). Le système pondéral carolingien consistait en des poids en bronze intitulé caroli pondus. Cette unité était l'once romaine du vrai et juste poids, pesant selon l'étalon le mieux conservé, 27,425 grammes. Avec cette unité on comptait des multiples différents, à savoir : 
- La livre romaine de 12 onces, livre-poids proprement dite et dont Charlemagne généralisa l'usage. Cette livre se rapprochait beaucoup du poids effectif de 329,10 grammes. Dans une livre d'argent de ce poids étaient taillés 180 deniers-poids nouveaux. Le nouveau denier aurait dû avoir un poids légal de 1,828 33 grammes.
- La nouvelle livre de Charlemagne, livre-monnaie proprement dite, divisée en 20 sous nouveaux et pesant 16 onces romaines, soit 434,80 grammes. Dans une quantité d'argent équivalant ce poids, étaient taillés 240 deniers-monnaie nouveaux. De ce poids, usité d'abord dans les Hôtels des Monnaies pour la taille des nouveaux deniers d'argent, prit origine la livre-poids de 16 onces dont l'usage à la fin du XIe siècle était très répandu[4].

Le Dictionnaire de Trévoux (Édition lorraine, Nancy 1738-1742), constate que le droit de donner ou de faire donner poids et mesures ne doit appartenir qu'au Roi seul, mais que ce droit appartient encore aux Seigneurs justiciers (mais ce n'est qu'en conséquence de l'usurpation qu'ils ont faite anciennement de plusieurs droits semblables dans la possession desquels ils sont restés).

## Unité française
Au Moyen Âge, sa valeur en France variait suivant les provinces entre 380 g et 552 g.
Il fallait notamment distinguer entre la livre de poids, divisée en 12 onces (cf. libra), utilisée en médecine, et la livre des poids de marc (1 marc = 8 onces) qui valait 2 marcs, soit 16 onces (cf. mina), utilisée par les marchands. 1 once valait 8 gros et chaque gros valait 72 grains. 
| Livre de Marchand | Livre de Médecine | Marc des Orphèvres | Quarteron de Marchand | Quarteron de Médecine | Once | Gros (ou dragme) | Scrupule | Grain |
| ----------------- | ----------------- | ------------------ | --------------------- | --------------------- | ---- | ---------------- | -------- | ----- |
| 1                 | -                 | 2                  | 4                     | -                     | 16   |                  |          |       |
|                   | 1                 | -                  | -                     | 4                     | 12   |                  |          |       |
|                   |                   |                    |                       |                       | 1    | 8                |          |       |
|                   |                   |                    |                       |                       |      | 1                | 3        |       |
|                   |                   |                    |                       |                       |      |                  | 1        | 24    |

Les grains de bases étaient parfois des grains d'orge ou de froment ce qui contribuait à rendre le système peu fiable du fait de la variabilité du poids d'un grain à l'autre. Pour éviter cet écueil il était recommandé d'utiliser des grains faits de laiton.
Le système d'unités suivait une logique de suite géométrique de raison 2 et dont le premier terme est 2 dans la majeure partie du système (2, 4, 8, 16, 32, 64, ...), sauf pour certaines unités (Livre "de Médecine" et Scrupule) dont la logique est basée sur une suite géométrique de raison 2 mais dont le premier terme est 3 (3, 6, 12, 24, 48, 76, ...). 
| Livre de Marchand | Livre de Médecine | Marc des Orphèvres | Quarteron de Marchand | Quarteron de Médecine | 1/2 Quarteron de Marchand | 1/2 Quarteron de Médecine | Once | 1/2 Once | 1/4 Once | Gros (ou dragme) | 1/2 Gros | Scrupule | 1/4 Gros | 1/2 Scrupule | Grain |
| ----------------- | ----------------- | ------------------ | --------------------- | --------------------- | ------------------------- | ------------------------- | ---- | -------- | -------- | ---------------- | -------- | -------- | -------- | ------------ | ----- |
| 1                 | -                 | 2                  | 4                     | -                     | 8                         | -                         | 16   | 32       | 64       | 128              | 256      | 384      | 512      | 768          | 9216  |
|                   | 1                 | -                  | -                     | 4                     | -                         | 8                         | 12   | 24       | 48       | 96               | 192      | 288      | 384      | 576          | 6912  |
|                   |                   | 1                  | 2                     | -                     | 4                         | -                         | 8    | 16       | 32       | 64               | 128      | 192      | 256      | 384          | 4608  |
|                   |                   |                    | 1                     | -                     | 2                         | -                         | 4    | 8        | 16       | 32               | 64       | 96       | 128      | 192          | 2304  |
|                   |                   |                    |                       | 1                     | -                         | 2                         | 3    | 6        | 12       | 24               | 48       | 72       | 96       | 144          | 1728  |
|                   |                   |                    |                       |                       | 1                         | -                         | 2    | 4        | 8        | 16               | 32       | 48       | 64       | 96           | 1152  |
|                   |                   |                    |                       |                       |                           | 1                         | -    | 3        | 6        | 12               | 24       | 36       | 48       | 72           | 864   |
|                   |                   |                    |                       |                       |                           |                           | 1    | 2        | 4        | 8                | 16       | 24       | 32       | 48           | 576   |
|                   |                   |                    |                       |                       |                           |                           |      | 1        | 2        | 4                | 8        | 12       | 16       | 24           | 288   |
|                   |                   |                    |                       |                       |                           |                           |      |          | 1        | 2                | 4        | 6        | 8        | 12           | 144   |
|                   |                   |                    |                       |                       |                           |                           |      |          |          | 1                | 2        | 3        | 4        | 6            | 72    |
|                   |                   |                    |                       |                       |                           |                           |      |          |          |                  | 1        | -        | 2        | 3            | 36    |
|                   |                   |                    |                       |                       |                           |                           |      |          |          |                  |          | 1        | -        | 2            | 24    |
|                   |                   |                    |                       |                       |                           |                           |      |          |          |                  |          |          | 1        | -            | 18    |
|                   |                   |                    |                       |                       |                           |                           |      |          |          |                  |          |          |          | 1            | 12    |
|                   |                   |                    |                       |                       |                           |                           |      |          |          |                  |          |          |          |              | 1     |

Avant l’adoption du système métrique par la loi du 7 avril 1795, l’unité de référence en France était la livre de Paris, livre de poids de marc qui valait 489,5 g. 
Pour convertir les livres parisiennes ou françaises en kg il faut multiplier le nombre de livres par 0,4895.
Le 12 février 1812, fut définie la livre métrique de 500 g, parmi les unités usuelles transitoires, afin de faciliter le passage des unités de mesure traditionnelles au système métrique. Tandis que les autres mesures dites usuelles (abolies en 1839) n’ont pas perduré, la livre comme demi-kilogramme, et la demi-livre (250 grammes) se maintiennent jusqu’à nos jours dans la langue française courante.

## Unités anglo-saxonnes
La livre (symbole « lb » abréviation du terme latin libra), est une unité de masse dans plusieurs systèmes de masse anglo-saxons :
- la livre impériale fut définie au Royaume-Uni par l’acte des poids et mesures de 1878 mais prit différentes valeurs par rapport au kilogramme. La définition de 1878 définit la livre comme une masse mais lui accordait une valeur (0,453 592 338 kg) quelque peu différente de celle d’aujourd’hui.
- la livre avoirdupois (lb av) est une unité de masse valant exactement 0,453 592 37 kilogramme. Cette définition est en vigueur depuis 1959 aux États-Unis. Elle est divisée en 16 onces ou 7 000 grains. Elle est notamment utilisée aux États-Unis, et elle est  conjointement utilisée avec le kilogramme au Royaume-Uni et au Canada.
- la livre de troy (lb t) (du nom de la ville française de Troyes et de ses foires au Moyen Âge) ou « livre apothicaire ». La livre de troy vaut exactement 373,24 g. Il y a 12 onces dans une livre de troy ou encore 12 × 20 deniers (pennyweights). La livre de troy est utilisée pour la mesure des médicaments et des métaux précieux comme l’or, l’argent ou le platine et toutes les mesures de masse des métaux précieux utilisent la livre de troy et l’once de troy, même si cette utilisation n’est pas toujours explicite.
- dans les armées du Commonwealth, au moins jusqu’en 1945, le calibre des pièces d’artillerie était exprimé en livres. Exemple : canon de 9 livres, de 12 livres, 18 livres, obusier de 25 livres.

La livre pouvait être symbolisée // chez les apothicaires britanniques.

## La livre dans les différents pays d'Europe
En anglais, livre se dit pound, en allemand Pfund, en néerlandais pond, en danois et suédois pund, en espagnol et en portugais libra, en italien libbra.
Bien que l'utilisation de la livre comme une unité de mesure informelle persiste dans ces pays à des degrés divers, les balances et dispositifs de mesure sont libellés uniquement en grammes et en kilogrammes. Comme l'utilisation de la livre n'est pas autorisée pour le commerce au sein de l'Union européenne, la masse en livre doit être déterminée à partir d'une pesée en grammes.

### Le Pfund allemand et autrichien
Dérivée à l'origine de la livre romaine, sa définition a varié à travers l'Allemagne et au cours du temps depuis le Moyen Âge. Les mesures et poids de la monarchie de Habsbourg ont été réformés en 1761 par l'impératrice Marie-Thérèse d'Autriche. La livre (civile) de Habsbourg de 16 onces, particulièrement lourde, a été définie plus tard à 560,012 g. Les réformes bavaroises en 1809 et 1811 ont adopté la même livre standard. En Prusse, une réforme en 1816 définit une livre prussienne de 467,711 g. Entre 1803 et 1815, toutes les régions germaniques à l'ouest du Rhin étaient françaises, situées dans les départements Roer, Sarre, Rhin-et-Moselle, et Mont-Tonnerre. À la suite du Congrès de Vienne, ils devinrent partie de différents Länder allemands. Cependant, beaucoup de ces régions ont retenu le système métrique et adopté la livre métrique de 500 g. En 1854, la livre de 500 grammes devint également le standard de masse officiel de l'Union Douanière Allemande, mais des livres locales continuèrent à coexister pendant quelque temps avec la livre Zollverein dans quelques Länder allemands. Aujourd'hui, le terme Pfund est parfois encore utilisé et réfère de manière universelle à la livre de 500 grammes.

### Funt russe
La livre russe (Фунт, prononcé en français « founte ») est une unité de mesure de masse russe obsolète. Elle est égale à 409,517 18 g. Comme la livre russe de 1899 était l'unité de poids basique, toutes les autres unités ont été formées à partir d'elle.

### Skålpund
La Skålpund était une unité de mesure de masse scandinave qui variait selon les régions. 
SuèdeDepuis le XVIIe siècle, elle était égale à 425,076 g mais abandonnée en 1889 avec l'adoption du système métrique.
Norvègenom utilisé pour une masse de 498,1 g.
DanemarkElle était égale à 471 g, mais au XIXe siècle, le Danemark a adopté la « livre métrique » de 500 grammes.

### La livre de Jersey
Une livre de Jersey est une unité de mesure obsolète utilisée sur l'île de Jersey du XIVe au XIXe siècle. Elle était équivalente à environ 7 561 grains (490 grammes). Elle pourrait avoir été dérivée de la livre poids de marc.

### La livre de Trône
La livre de Trône est une unité de mesure écossaise obsolète. Elle était équivalente à 21 à 28 onces avoirdupois (soit entre 600 et 800 grammes).

### Lepondnéerlandais
Sous le Système métrique néerlandais, de vigueur entre 1816 et 1870, une livre néerlandaise (Nederlands pond) est officiellement redéfinie comme étant 1 kilogramme, avec une once (ons) à 100 grammes. La livre néerlandaise avait donc plus que deux fois la valeur d'une livre sous l'ancien régime. Après l'abolition du système néerlandais, le nom kilogramme est devenu officiel aux Pays-Bas. Il est à noter qu'aujourd'hui, dans la vie quotidienne, le terme pond est utilisé exclusivement pour des quantités de 500 grammes, étant une valeur approchant celle de la livre de l'ancien régime. Dans une moindre mesure, le terme ons désigne aujourd'hui une quantité de 100 grammes.

### En Suisse
Il est fréquent que les miches de pain soient pesées en livre (500 grammes) et demi-livre (250 grammes).

## Hors d'Europe

### Chine
Bien que n'étant pas de la même origine linguistique, le jin (斤) chinois a une définition moderne d'exactement 500 grammes, le jin est utilisé depuis plus de deux mille ans comme unité courante de mesure de masse.[pas clair]